# Fred Ruchhöft

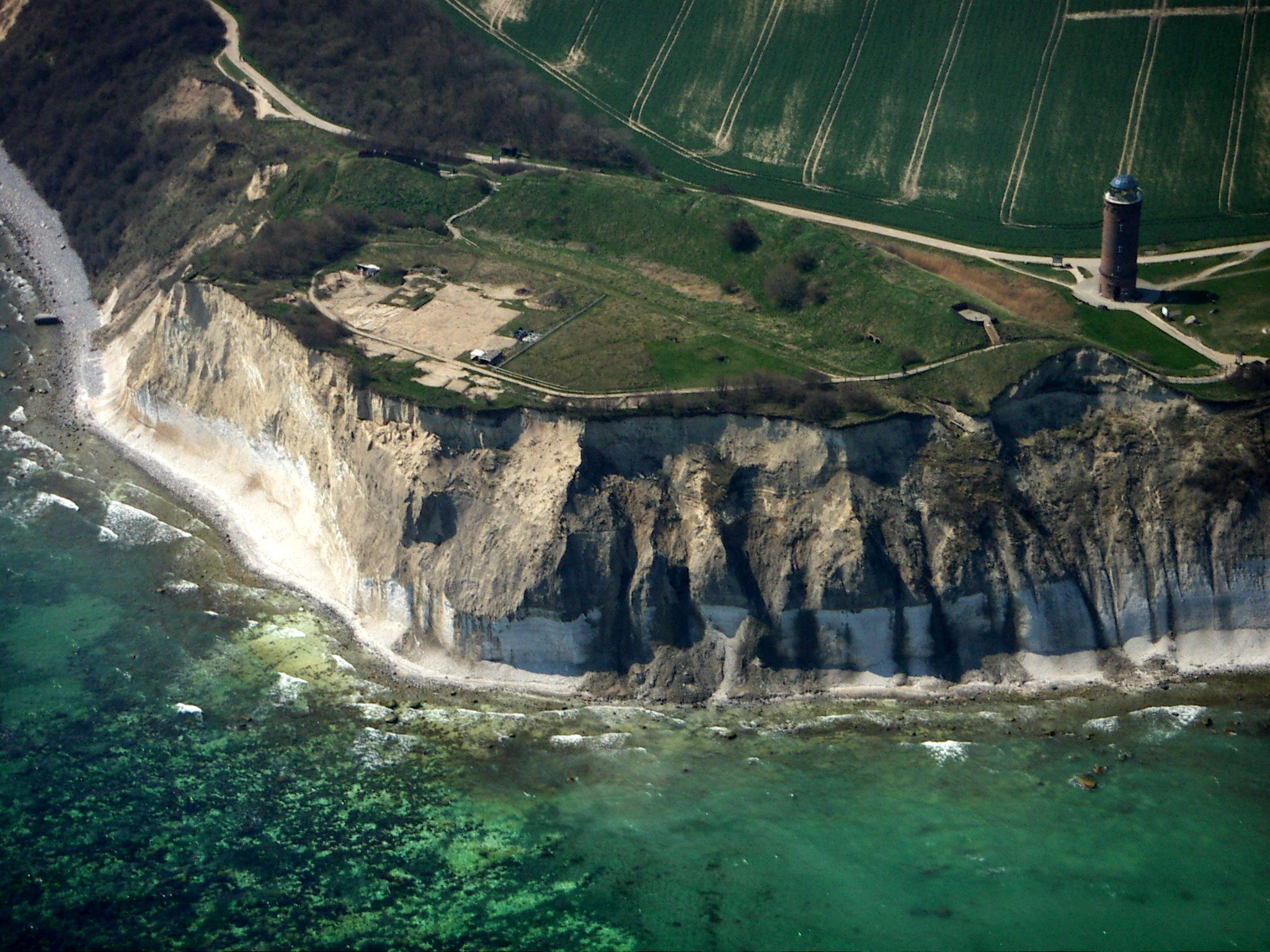
Archäologische Grabung auf Kap Arkona

Fred Ruchhöft (* 9. Februar 1971 in Lübz) ist ein deutscher Historiker und Archäologe mit dem Spezialgebiet der slawischen Besiedlung Nord- und Mitteldeutschlands, sowie der mittelalterlichen Siedlungsentwicklung im heutigen Mecklenburg-Vorpommern.

## Leben
Fred Ruchhöft besuchte die zehnklassige Polytechnische Oberschule „Rosa Luxemburg“ in seiner Heimatstadt Plau am See, anschließend legte er 1989 sein Abitur an der Erweiterten Oberschule in der damaligen Kreisstadt Lübz ab. Nach anfänglichem Grundwehrdienst in der NVA konnte er, bedingt durch die politischen Veränderungen der Deutschen Wiedervereinigung, diesen als Zivildienstleistender beenden.
1990 begann Ruchhöft ein Lehramtsstudium an der Humboldt-Universität Berlin, wechselte jedoch kurz darauf an das Historische Institut der Universität Rostock, um hier bis 1995 Geschichte, Ur- und Frühgeschichte, sowie Klassische Archäologie zu studieren. Er beendete das Studium mit einer Magisterarbeit zum Thema „Die Pfründen der Pfarre Plau. Eine Untersuchung zu den Vermögensverhältnissen einer mecklenburgischen Pfarre von der Gründung bis 1960“. Anschließend begann er seine berufliche Tätigkeit als Archäologe am Landesamt für Bodendenkmalpflege Mecklenburg-Vorpommern (heute Landesamt für Kultur- und Denkmalpflege, Abt. Archäologie und Denkmalpflege) in Schwerin.
Fred Ruchhöft wurde 1999 am Historischen Institut der Universität Rostock mit dem Thema „Die Entwicklung der Kulturlandschaft im Raum Plau-Goldberg im Mittelalter“ zum Dr. phil. promoviert. Noch im gleichen Jahr wurde er wissenschaftlicher Mitarbeiter des Projektes Germania Slavica am Geisteswissenschaftlichen Zentrum für Geschichte und Kultur Ostmitteleuropas e. V. (GWZO) in Leipzig. Nach freiberuflicher Tätigkeit von 2006 bis 2008 war Ruchhöft seit Juni 2009 wissenschaftlicher Mitarbeiter am Lehrstuhl für Ur- und Frühgeschichte an der Universität Greifswald. Ab September 2019 übernahm er die Leitung des nach längerer Sanierungsphase 2020 eröffneten Museums in Goldberg.
Seine Forschungsschwerpunkte und Projekte sind:
- slawische Besiedlungsgeschichte (Burgen, Stammesgebiete, Siedlungsstrukturen)
- spätmittelalterliche Siedlungsentwicklung (Wüstungen, Entwicklung der Städte im ländlichen Raum)
- niederadlige Befestigungen, Geschichte des „Raubrittertums“
- Folgen anthropogener Eingriffe in die Siedlungslandschaft
- GPS-gestützte Forschungen zu Siedlungsstrukturen im Gelände
- Forschungen zum niederen Adel in Mecklenburg-Vorpommern und dessen archäologisch fassbare Spuren
- slawische Archäologie auf Rügen
- Ausstellung „Kunst trifft Archäologie“ im Peilturm auf Kap Arkona (Rügen) als Mitkurator
- Mitarbeit am „Mecklenburgischen Klosterbuch“ (Gemeinschaftsprojekt der Universitäten Leipzig und Rostock)

Fred Ruchhöft ist in 17. Generation Nachkomme von Heine Luder, dem Großvater des Reformators Martin Luther.

## Grabung Kap Arkona

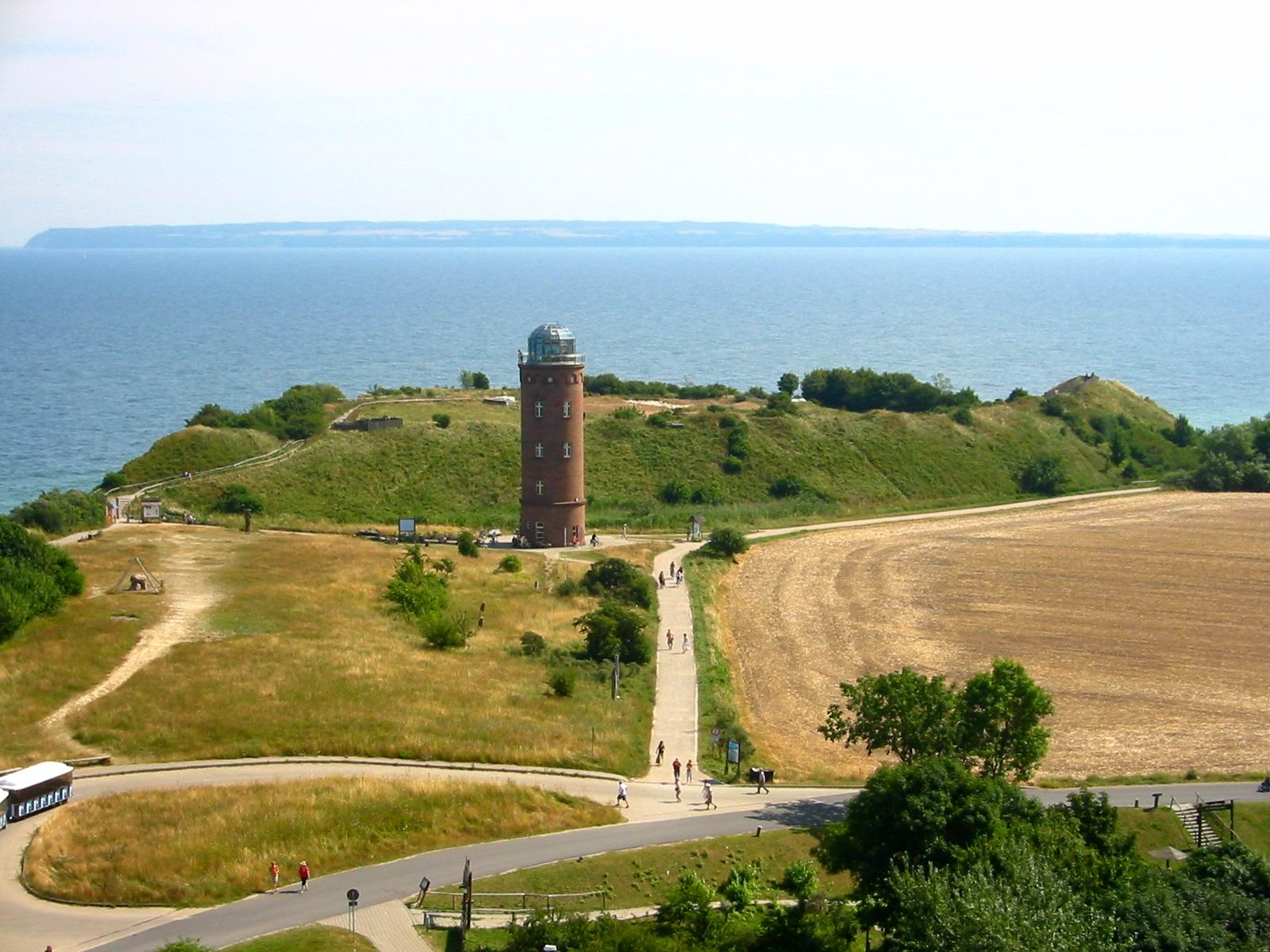
Grabungsstätte Jaromarsburg

Für mehrere Jahre war Fred Ruchhöft Grabungsleiter auf der archäologischen Grabungsstätte der Jaromarsburg am Kap Arkona auf der Insel Rügen.

## Veröffentlichungen
Fred Ruchhöft hat in zahlreichen archäologischen, geschichtlichen und heimatkundlichen Publikationen Mecklenburg-Vorpommerns und darüber hinaus veröffentlicht,  u. a.:
- Die Ortswüstungen vom 13. bis zum 16. Jahrhundert im Südosten des Kreises Lübz. In: Informationen des Bezirksarbeitskreises für Ur- und Frühgeschichte Schwerin. Heft 32 (1992), S. 22–31.
- Befestigte und unbefestigte adlige Niederlassungen im Raum Plau, Kreis Parchim. Versuche zur Datierung aus schriftlichen Quellen. In: Archäologische Berichte aus Mecklenburg-Vorpommern. Band 1 (1994), S. 71–79.
- Die Pfründen der Pfarre Plau. Eine Untersuchung zu den Vermögensverhältnissen einer mecklenburgischen Pfarre von der Gründung bis 1960. (= Magisterarbeit an der Universität Rostock). Rostock 1995; stark gekürzt in: Mitteilungen des Vereins für Geschichte der Prignitz. Band 9, Perleberg 2009, S. 5–41.
- Quetzin 1170 bis 1995 – Aus 825 Jahren Geschichte eines Dorfes. Plau 1995.
- Der Wasserstand der „Oberen Seen“ in Mecklenburg in historischer Zeit. In: Nachrichtenblatt Arbeitskreis Unterwasserarchäologie. Band 5 (1999), S. 36–39.
- Die Entwicklung der Kulturlandschaft im Raum Plau-Goldberg im Mittelalter. (= Rostocker Studien zur Regionalgeschichte. Band 5). Rostock 2001, ISBN 3-935319-17-7.
- Die archäologischen Funde aus der Altstadt von Plau am See, Lkr. Parchim. In: Bodendenkmalpflege in Mecklenburg-Vorpommern. Jahrbuch 2003, S. 177–209.
- Das Territorium der Herrschaft Werle. In: Mecklenburgische Jahrbücher. (begründet von Friedrich Lisch), 121. Jahrgang, 2006, S. 7–33.
- Von Grebbin nach Warnemünde. Eine kulturgeschichtliche Wanderung entlang der Warnow. (= Geschichte, Architektur, Kunst. Beiträge zu den Kulturlandschaften Mecklenburg und Vorpommern. Bd. 1). Thomas Helms Verlag, Schwerin 2011, ISBN 978-3-940207-00-5.
- Der niederadlige Befestigungsbau in Mecklenburg. In: Wolf Karge (Hrsg.): Adel in Mecklenburg. (= Schriftenreihe der Stiftung Mecklenburg. Wissenschaftliche Beiträge, Band 3). Hinstorff, Rostock 2013, ISBN 978-3-356-01590-4, S. 22–39.
- Zvarin – Schwerin. Von der Inselburg zur Residenz. Herausgegeben von der Abteilung Landesarchäologie im Landesamt für Kultur und Denkmalpflege Mecklenburg-Vorpommern durch Detlef Jantzen, Schwerin 2017, ISBN 978-3-935770-52-1.